# Henry M. Leland
Henry Martin Leland, född 16 februari 1843 i Barton i Vermont, död 26 mars 1932 i Detroit i Michigan, var en amerikansk ingenjör, entreprenör och uppfinnare. 
Leland började med högprecisionstillverkning inom vapenindustrin, där bra toleranser krävdes, innan han så tidigt som 1870 började tillverka förbränningsmotorer i sitt företag Leland & Faulconer, som med tiden skulle komma att leverera motorerna till världens första masstillverkade bil, Oldsmobile.
Han erbjöd Henry Ford Company att leverera motorerna till dess bilar när Henry Ford lämnat företaget 1902, och företagets direktörer var så imponerade att de beslöt att låta göra detta. Det var vid denna tidpunkt Henry Ford Company bytte namn till Cadillac efter den franske upptäcktsresande som grundade staden Detroit, Antoine Laumet de la Mothe, sieur de Cadillac. Leland skulle med tiden komma att bli företagets huvudägare.
Hos Cadillac införde Leland precisionstillverkning med utbytbara reservdelar, vilket gjorde att bilarna kunde repareras hos fristående verkstäder.
Leland sålde 1908 Cadillac till General Motors för 4,5 miljoner dollar, men satt kvar i styrelsen fram till 1917. Han lämnade företaget efter meningsskiljaktigheter om dess roll i första världskrigets krigsindustri, och grundade Lincoln Motor Company för att tillverka Liberty flygmotorer. När kriget var över ställdes produktionen om till lyxbiltillverkning under namnet Lincoln.
Lincoln köptes 1922 av Ford Motor Company, och är än i dag dess representant i lyxsegmentet.